# Estero Mininco (Biobío)
El estero Mininco o  río Nininco es un curso natural de agua que nace de la confluencia de los ríos Pichimininco y el Dimilhue en la comuna de Santa Bárbara (Chile) en la Región del Biobío. Fluye en dirección general oeste hasta desembocar en la ribera norte del río Biobío cerca de la ciudad de Santa Bárbara.
Este curso de agua es llamado estero Mininco por Luis Risopatrón, que también lo nombra río Nininco en su Diccionario Jeográfico de Chile
(No debe ser confundido con el Río Mininco (Renaico), otro curso de agua en la cuenca del río Biobío.)

## Historia
Francisco Astaburuaga escribió en 1899 en su obra póstuma Diccionario geográfico de la República de Chile sobre el río:
Mininco.-—Riachuelo de corto curso y caudal en el departamento de Laja. Nace entre las sierras selvosas al NE. de la villa de Santa Bárbara y va á morir en la ribera norte ó derecha del Bío-Bío á poca distancia más arriba de la indicada villa.
Luis Risopatrón lo describe en su Diccionario Jeográfico de Chile (1924) sobre el estero:: 111 
Mininco (Estero). Pasa por Junquillo i afluye del NE a la márjen N del curso medio del rio Biobío, hacia el NW del caserío de Rucalhue. 62, I, p. 160; riachuelo en 155, p. 447; arroyo Mininco en 134; i 156; i rio Nininco en 61, XXIII, p. 133?